# Golden Profiler of Personality
Der Golden Profiler of Personality (GPOP) ist ein Fragebogen zur Selbsteinschätzung der Persönlichkeitsstruktur eines Menschen. Er basiert auf einer Weiterentwicklung des Myers-Briggs-Typenindikators, dem Golden Personality Type Profiler (GPTP) aus dem Jahr 1999 von Johnson & Golden.
In einer 2008 veröffentlichten Rezension des Testkuratoriums der Föderation Deutscher Psychologenvereinigungen benennen die Autoren verschiedene Problembereiche: Die dem Verfahren hauptsächlich zugrunde liegende Typentheorie nach Carl Gustav Jung ist etwa veraltet und nicht empirisch belegt; zusätzlich gebe es Mängel in der Reliabilität, die verwendeten Kriterien und Konstrukte sind nicht durch wissenschaftliche Studien validiert. 2013 wurde eine zweite Auflage des GPOP veröffentlicht, in der beispielsweise der Kritikpunkt der unzureichenden Normierung erhoben wurde. Rüdiger Hossiep und Oliver Mühlhausen empfehlen den GPOP nur als „Ergänzung zu […] psychometrischen Instrumenten, deren Kriteriumsvalidität ausgewiesen ist.“

## Entstehung
Der Golden Profiler of Personality basiert auf dem Golden Personality Type Profiler (GPTP) nach John P. Golden, der an dem Lutgert College of Business der Florida Gulf Coast University tätig war. Der GPTP wurde im Jahr 1993 entwickelt.
Die englischsprachige Version des Tests wurde im Jahr 1999 zum ersten Mal veröffentlicht. Für die deutschsprachige Adaption des Tests wurden von John Golden selbst sowie Richard Bents und Reiner Blank Anpassungen an den deutschsprachigen Raum vorgenommen. Die deutschsprachige Version dieser Autoren erschien 2004.
Seit 2013 ist der GPOP in zweiter, überarbeiteter und neu normierter Auflage verfügbar.

## Verfahren
Der GPOP stellt die Struktur der Persönlichkeit in fünf Dimensionen dar, die fünf Unterfacetten beinhalten. Die 121 Items sind Fragen, die anhand einer 7-stufigen, bipolaren Antwortskala beantwortet werden. 
Die Fragen und ihre Ergebnisse werden folgenden Dimensionen zugeordnet:
- Extraversion / Introversion
- Sinneswahrnehmung / Intuition
- analytisches / wertorientiertes Entscheiden
- Strukturorientierung / Wahrnehmungsorientierung
- Anspannung / Gelassenheit

Das Selbsteinschätzungsverfahren wird mit dem Hogrefe TestSystem oder per Fragebogen durchgeführt.
In der Ergebnisrückmeldung werden die resultierenden Persönlichkeitsprofile beschrieben. Darauf basierend werden Anregungen für die individuelle Entwicklung gegeben.

## Kritik
Die „größte Schwachstelle“ des GPOP seien nach der Rezension (der ersten Version) der Föderation Deutscher Psychologenvereinigungen die „fehlenden Validitätsbefunde“, etwa durch andere Persönlichkeitsinventare wie die Big Five. „Verwundernd“ sei, dass keiner der Aussagen über Anwendungsmöglichkeiten des GPOP hinsichtlich ihrer Gültigkeit belegt sind.
Rüdiger Hossiep legt nahe, dass der GPOP lediglich als Unterstützung anderer Instrumente dienen sollte, da die Gültigkeit der Kriterien des Tests „kaum belegt sei“ und seines Erachtens „nicht zufriedenstellende Zusammenhänge der Unterfacetten einer Dimension“ des Tests bestünden.
Vor dem Einsatz des GPOP ist eine Schulung erforderlich; die Testfragen zielen nicht explizit auf den Berufskontext ab; die Bezeichnung der Skalen (und damit die Ergebnisrückmeldung) ist erklärungsbedürftig.
Die Auswertung ist nicht manuell möglich, die Prozeduren sind im Testmanual nicht offengelegt. Einzelne Fragen können also beispielsweise nicht einer Dimension zugeordnet werden, einzelne Dimensionen oder Facetten können nicht separat untersucht werden.